# Lupinus tidestromii
Lupinus tidestromii är en ärtväxtart som beskrevs av Edward Lee Greene. Lupinus tidestromii ingår i släktet lupiner, och familjen ärtväxter.

## Underarter
Arten delas in i följande underarter:
- L. t. layneae
- L. t. tidestromii

## Bildgalleri

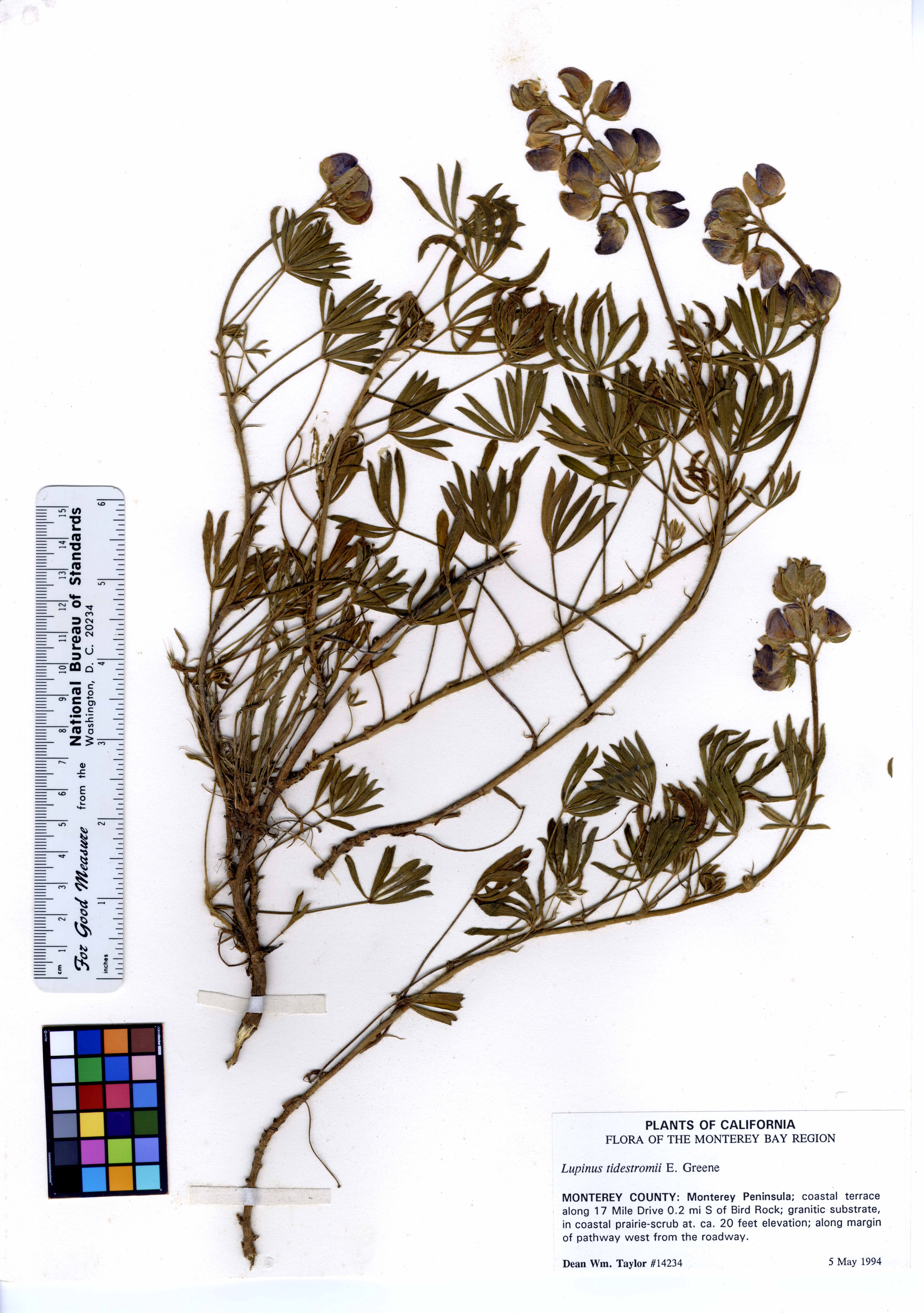